# Hide (film)
Hide is een Canadees-Argentijnse (Engels gesproken) actie-dramafilm uit 2008 onder regie van K.C. Bascombe, naar een scenario van Greg Rosati.

## Verhaal
Billy (Christian Kane) en Betty (Rachel Miner) vormen een compleet normloos liefdespaar dat geen enkel mededogen heeft met wie dan ook. Moordend en hun ingevingen en fantasieën uitlevend, trekken ze door de Verenigde Staten, totdat ze omsingeld door de politie stranden in een eettent, bij aanvang van Hide. Ze werken zich om zich heen schietend naar buiten en Betty ontkomt daadwerkelijk aan de politie, maar Billy wordt opgesloten in de gevangenis.
Billy bevindt zich na zeven jaar gevangenisstraf in een busje om overgeplaatst te worden naar een ander detentiecentrum, als het voertuig geramd wordt door een truck. Wanneer hij een uurtje later bijkomt in een hotelkamer, blijkt Betty hem bevrijd te hebben. Ze is al die tijd uit handen van justitie gebleven en er klaar voor haar leven met Billy voort te zetten op de oude voet. Billy heeft tijdens zijn jaren gevangenisstraf niettemin nagedacht over zijn daden en is tot inkeer gekomen. Hij vindt het vreselijk wat hij de nabestaanden van zijn slachtoffers heeft aangedaan en is niet van plan nog één moord te plegen.
Billy rijdt met Betty naar het inmiddels uitgestorven dorpje waar ze ooit uit elkaar gedwongen werden buiten het eettentje. Voor ze daar oorspronkelijk aankwamen, overvielen ze met succes een bank. Daarom gaat Billy er enerzijds heen om de destijds verstopte buit op te halen en anderzijds om onder ogen te zien wie hij was, wat hij gedaan heeft en hoe hij zo geworden is. In het plaatsje zit ook een vrouw vastgeketend in een donkere kelder, die daar door een sadist gemarteld wordt.

## Rolverdeling
- Christian Kane - Billy
- Rachel Miner - Betty
- Polly Shannon - Jenny, Billy's zusje
- Beth Grant - Candy
- Alex Sarian - 'Good old boy'
- Pablo Padilla - Cort